# George Thomas Smart
Pour les articles homonymes, voir Smart (homonymie).
Sir George Thomas Smart, né le 10 mai 1776 – mort le 23 février 1867, est un compositeur et organiste anglais.

## Biographie
Smart naît à Londres, fils d'un marchand de musique. Choriste à la Chapelle Royale, il reçoit une formation musicale et devient violoniste, organiste, professeur de chant et de direction d'orchestre. Il enseigne de nombreuses années à la Royal Academy of Music où parmi ses élèves figurent Elizabeth Greenfield, John Orlando Parry, Mary Shaw et Willoughby Weiss. En 1811, il est fait chevalier par le Lord Lieutenant of Ireland après avoir dirigé avec succès une série de concerts à Dublin. Le 1er avril 1822, il est nommé organiste de la Chapelle Royale.
À partir de cette époque, Sir George Smart est l'une des principaux organisateurs de concerts en Angleterre, dirige le Royal Philharmonic Society à Covent Garden, dans des festivals en province etc. et en 1838 est nommé compositeur de la Chapelle Royale. Maître des traditions handeliennes, il connaît personnellement Beethoven. Il est aussi un proche ami de Carl Maria von Weber qui meurt à son domicile. Quelques-unes de ses pièces de musique religieuse du rite anglican et glees deviennent très connus. Mort à Londres, il est enterré au cimetière de Kensal Green.
Son frère Henry (1778–1823), père du compositeur Henry Thomas Smart, est un violoniste bien connu.